# Género Zeefuik
Género Zeefuik est un footballeur néerlandais, né le 5 mai 1990 à Amsterdam aux Pays-Bas, qui évolue au poste d'attaquant. Il est le fère aîné de Deyovaisio Zeefuik, également footballeur.
Género Zeefuik est le grand frère de Deyovaisio Zeefuik.

## Biographie
Il effectue ses grands débuts avec l'équipe professionnelle du PSV Eindhoven en 2006.
Il inscrit plusieurs buts avec l'équipe des Pays-Bas espoirs, notamment un triplé contre le Luxembourg en juin 2012.
Il marque 12 buts en deuxième division écossaise lors de la saison 2014-2015, puis 12 buts en deuxième division turque lors de la saison 2015-2016.

## Palmarès
PSV Eindhoven
- Champion des Pays-Bas en 2007 et 2008

 Heart of Midlothian
- Champion d'Écosse D2 en 2015